# Cronologia de Cristòfor Colom

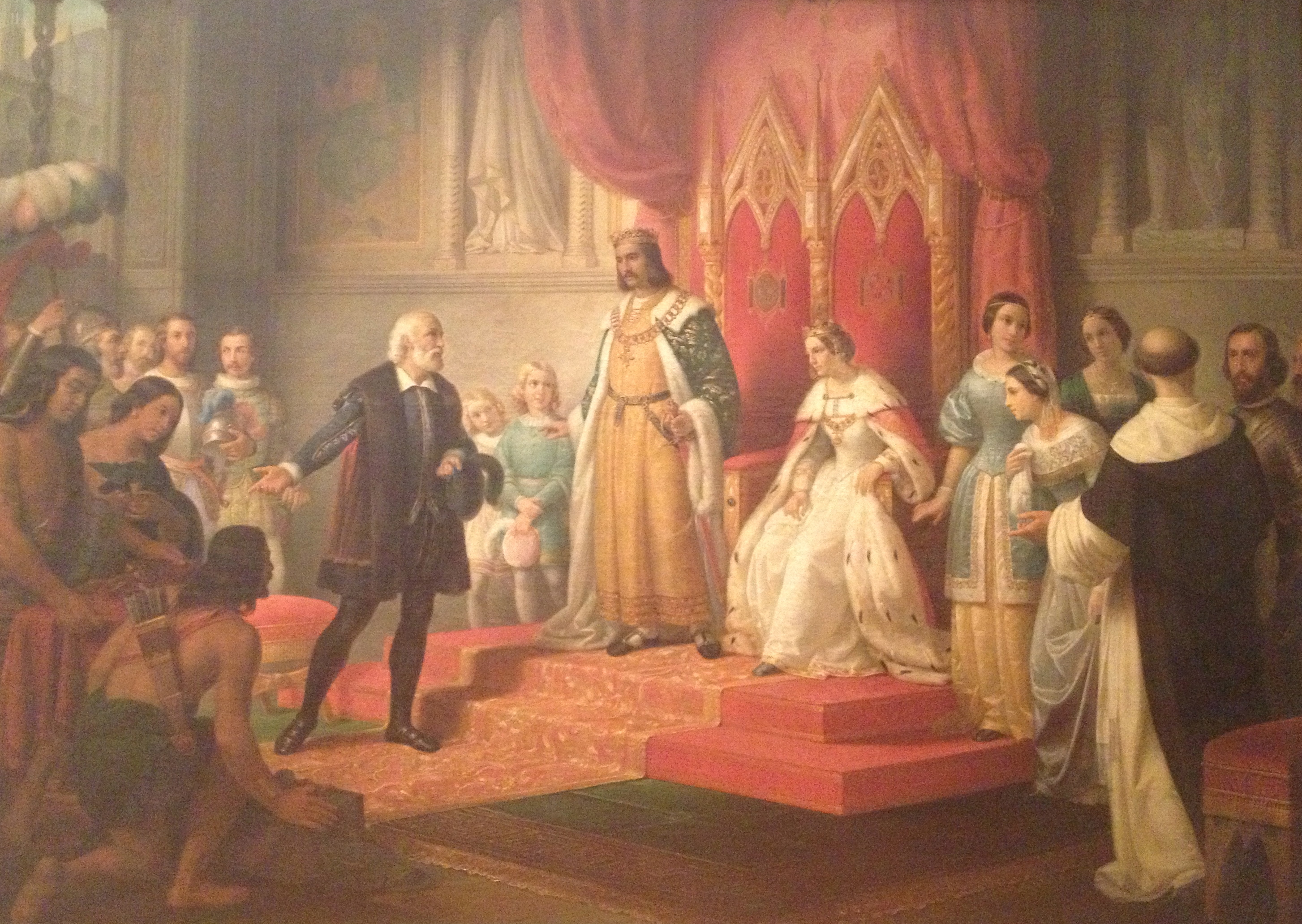
Colom davant dels reis a Barcelona

Cristòfor Colom va ser un mariner i explorador del qual no es coneix amb exactitud la seva data de naixement i orígens, si bé la major part dels historiadors dona suport a la teoria que va néixer a Gènova (actual Itàlia), possiblement al voltant de 1451 i va morir el 20 de maig de 1506 a Valladolid (Espanya).
Colom va ser el descobridor d'una ruta de navegació entre Europa i Amèrica, continent que els europeus desconeixien fins llavors i al qual va arribar el 12 d'octubre de 1492. En el primer viatge, Colom va arribar a una illa a la qual els seus habitants deien Guanahaní, i que ell va rebatejar amb el nom de San Salvador. Es desconeix la localització exacta, però s'ha sospita que està situada en les Bahames). Va continuar la seva navegació fins a Cuba, la Hispaniola (Haití i República Dominicana) i després de set mesos d'exploració tornar a Espanya, on va organitzar tres viatges. Al tercer va veure terra ferma per primera vegada en l'actual estat Sucre de Veneçuela el 5 d'agost de 1498.

## Cronologia anterior a 1492
- 1451 (25 d'agost - 31 d'octubre): es presumeix que en aquestes dates va néixer Cristòforo Colombo a Gènova (Itàlia). Va ser fill d'un matrimoni d'humils teixidors: Doménico Colombo i Susanna Fontanarrosa.

- 1466-1472 Colom a les ordres de Renat I persegueix al galeot Ferrandina.[1]

- 1479 Setembre-octubre Colom es casa amb Felipa,

- 1485 Colom arriba al Monestir de La Rábida, a Palos de la Frontera, amb el seu fill Diego,

- 1488 Colom envia al seu germà Bartolomé Colón a oferir les seves idees als reis de França i Anglaterra,

- 1491 Colom visita als Reis Catòlics a Santa Fe,

## 1492any del descobriment

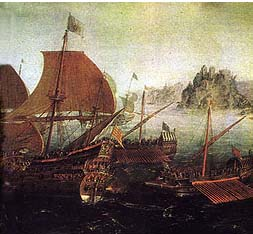
Colom sortint de Palos de la Frontera

- 2 de gener, conquesta del Regne de Granada pels Reis Catòlics.
- 31 de març, edicte de prescripció contra els jueus.
- 17 d'abril, firma de les Capitulacions de Santa Fe.
- 3 d'agost inicia la primera travessia atlàntica des de Palos de la Frontera.
- 12 d'octubre, Colom arriba a l'illa de Guanahaní.
- 15 d'octubre, arriba a l'illa Ferrandina.
- 15 d'octubre, Colom arriba a la Isabela que bateja com Isla bella.
- 28 d'octubre, Colom arriba a illa Juana (actual Cuba).
- 6 de desembre, Colom arriba a la Hispaniola (Haití i República Dominicana).
- 25 de desembre, la Santa María encalla en Haití i amb les seves restes es construeix el Fort Nativitat, primer poblat espanyol a Amèrica.

## 1493Retorn iSegon viatge de Colom
- 4 de gener, Colom a bord de la Niña abandona el Fort Nativitat en l'illa de la Hispaniola (actual Haití i República Dominicana) i inicia el seu viatge de retorn a Espanya.
- 19 de febrer, l'armada portuguesa intenta capturar en les illes Açores a Colom en el seu viatge de tornada.
- 1 de març, la caravel·la La Pinta atraca en el port de Baiona (Pontevedra).
- 15 de març: Colom torna a Palos de la Frontera amb la Niña.
- En el mes d'abril, els Reis reben amb tots els honors a Colom a Barcelona.
- 2 de maig, bula del papa Alexandre VI delimiten les zones de demarcació de Portugal i Espanya.
- 28 de maig, privilegis concedits pels reis[2]
- 26 de setembre, Segon viatge de Colom.[3]
- 12 de novembre – 15 de novembre, Colom arriba a Dominica, Marigalante, Guadalupe, Montserrat, Santa Maria la Antigua, Santa María la Redonda, Once Mil Vírgenes i San Juan Bautista, actual Puerto Rico.[4]
- 27 de novembre, Colom troba les ruïnes del Fort Nativitat.

## 1494
- 2 de gener, fundació de la ciutat Isabela.
- 13 de maig, Colom arriba a l'illa de Jamaica.
- 10 de març, Colom torna a Espanya.
- 7 de juny, Tractat de Tordesillas entre Espanya i Portugal.

## 1497
- Gener, Colom fa testament.
- Abril, inicia els preparatius per una altra expedició.

## 1498Tercer viatge de Colom
- 30 de maig, Colom comença a Sanlúcar de Barrameda el seu tercer viatge.
- 31 de juliol, arriba a l'Illa de Trinitat.
- 2 d'agost, Colom navega per la boca de Serps on observa la força del corrent del riu Orinoco.
- 4 d'agost, Colom entra al golf de Paria, es troba davant el delta de l'Orinoco i posa el peu al continent americà.
- 5 d'agost, Colom desembarca en el lloc on a 1738 es fundarà la futura població de Macuro, a la Península de Paria - estat Sucre - Veneçuela.
- 14 d'agost, Colom a arriba a l'illa de Cubagua - estat Nueva Esparta - Veneçuela.
- 15 d'agost, arriba a l'illa de Coche i l'illa Assumpció (a la qual Cristóbal Guerra li va canviar el nom per Margarida de l'estat Nueva Esparta - Veneçuela).

## 1500
- 27 d'agost: Bobadilla arriba a L'Espanyola com a governador.
- 23 de setembre: Bobadilla deté als germans Colom i a primers d'octubre són enviats a Espanya.
- 24 de novembre, Colom i els seus germans, encadenats, desembarquen a Cadis.
- 17 de desembre, Colom és rebut a Granada pels Reis Catòlics.
- Febrer, surt cap a la Hispaniola el nou governador Nicolás de Ovando.

## 1502Quart viatge de Colom
- 11 de maig, a Sanlúcar de Barrameda (Cadis, Espanya), Colom salpa al seu quart i últim viatge a Amèrica.
- 15 de juny, Colom arriba a les illes de Martinica i Santa Maria.

## 1503
- 10 de maig: arriba a les Illes Caiman.
- 24 d'abril, Colom funda el que seria el primer assentament europeu en territori continental americà Santa Maria de Betlem, a les costes de Veraguas (Panamà).

## 1504
- 29 de febrer contempla des de l'illa de Jamaica un eclipsi de lluna.[5]
- 7 de novembre, Colom torna del seu últim viatge.
- 26 de novembre: mor Isabel la Catòlica a Medina del Campo.
- Acaba el seu Llibre de les Profecies

## 1506
- 20 de maig: va morir sense saber que havia arribat a Amèrica.